# Phá Lục Hàn Bạt Lăng
Phá Lục Hàn Bạt Lăng (giản thể: 破六韩拔陵; phồn thể: 破六韓拔陵; bính âm: Pòliùhán Bálíng, ? - 526) là thủ lĩnh đầu tiên của phong trào Lục Trấn khởi nghĩa phản kháng nhà Bắc Ngụy.